# Fréquence propre
Pour les articles homonymes, voir fréquence (homonymie).
 (février 2009).
Si vous disposez d'ouvrages ou d'articles de référence ou si vous connaissez des sites web de qualité traitant du thème abordé ici, merci de compléter l'article en donnant les références utiles à sa vérifiabilité et en les liant à la section « Notes et références ».
 (décembre 2016).
Améliorez-le ou discutez des points à vérifier. 
La fréquence propre d'un système est la fréquence à laquelle oscille ce système lorsqu'il est en évolution libre, c'est-à-dire sans force excitatrice extérieure ni forces dissipatives (frottements ou résistances par exemple). Cette notion est fondamentale pour comprendre les phénomènes d'excitation, d'oscillation et de résonance. Elle est largement utilisée dans tous les domaines de la physique et trouve des applications concrètes dans la conception des horloges, des instruments de musique et en génie parasismique.
De la fréquence propre f0 on déduit la période propre T0 et la pulsation propre ω0 :
{\displaystyle T_{0}={\frac {1}{f_{0}}}\ \ {\text{et}}\ \ \omega _{0}=2\pi \,f_{0}}

## Cas général
La notion de fréquence propre est un cas extrêmement général d'étude d'un système autour d'une position d'équilibre stable. Si l'on étudie un système quelconque d'énergie potentielle {\displaystyle E_{p}} dépendant d'un paramètre {\displaystyle x} alors en linéarisant l'énergie autour d'une position stable {\displaystyle x_{0}}, on obtient immédiatement un oscillateur harmonique :
{\displaystyle E(x)=E_{c}(x)+E_{p}(x)={\frac {m}{2}}\left({\frac {\mathrm {d} x}{\mathrm {d} t}}\right)^{2}+E(x_{0})+a(x-x_{0})^{2}+...,}
dont la pulsation d'oscillation alors appelée pulsation propre est donnée par {\displaystyle \omega ={\sqrt {\frac {2a}{m}}}} (la fréquence étant donnée par {\displaystyle f={\frac {\omega }{2\pi }}}). Dans le cas d'un système amorti, la fréquence propre garde toute sa pertinence car c'est la fréquence pour laquelle les pertes sont minimales, on parlera alors de résonance.
Le terme de fréquence « propre » vient de l'étude des systèmes d'équations linéaires pour lesquelles les modes propres fournissent une base naturelle des solutions du système. Dans le cas d'un système linéaire dépendant d'un nombre {\displaystyle N} de paramètres, on pourrait montrer qu'il existe ainsi {\displaystyle N} modes propres chacun associé à une fréquence propre particulière.

## Mécanique
Considérons un pendule constitué d'un balancier pouvant osciller librement autour d'un axe horizontal.
Dans le cas de l'oscillateur idéal, il n'y a pas de frottement.
On peut modéliser le pendule par une masse ponctuelle suspendue au bout d'un fil inextensible et de masse nulle (pendule simple). Les équations auxquelles on aboutit sont identiques dans leur forme mathématique et ce modèle est suffisant pour comprendre le principe d'une horloge à balancier.
Si l'on étudie le mouvement du balancier dans le cas du pendule réel, le théorème du moment cinétique donne :
{\displaystyle {\frac {\mathrm {d} \mathbf {L} }{\mathrm {d} t}}=\mathbf {M} _{\Delta }}
- L : moment cinétique du balancier
- MΔ : moment des forces par rapport à l'axe {\displaystyle \Delta }

avec
{\displaystyle \mathbf {L} =I\omega \mathbf {u} _{\Delta }}
où {\displaystyle I} est le moment d'inertie du solide par rapport à l'axe {\displaystyle \Delta }, {\displaystyle \omega }, sa vitesse angulaire de rotation et uΔ est le vecteur unitaire colinéaire à {\displaystyle \Delta }.
Le moment des forces par rapport à l'axe {\displaystyle \Delta }, en l'absence de frottements,
se ramène au moment du poids du balancier, on a :
{\displaystyle \mathbf {M} =\mathbf {r} _{G}\wedge \mathbf {P} =-amg\sin \theta \mathbf {u} _{\Delta }}
On obtient alors l'équation
{\displaystyle I{\ddot {\theta }}+mga\sin \theta =0}
d'où {\displaystyle {\ddot {\theta }}+\omega _{0}^{2}\sin \theta =0} avec {\displaystyle \omega _{0}^{2}=mga/I}.
L'étude d'un point matériel suspendu au bout d'un fil de longueur {\displaystyle l} donnant
{\displaystyle {\ddot {\theta }}+\omega _{0}^{2}\sin \theta =0}
avec {\displaystyle \omega _{0}^{2}=g/l},
on obtient une équation qui est mathématiquement identique à celle que l'on obtient
dans le cas du mouvement du balancier, justifiant ainsi de se ramener au cas d'une
masse ponctuelle suspendue au bout d'un fil pour comprendre le principe des horloges
à balancier.
Dans le cas idéal, on se limite aux petites oscillations du pendule au
voisinage de sa position d'équilibre, soit {\displaystyle \sin \theta \simeq \theta }, ce qui donne :
{\displaystyle {\ddot {\theta }}+\omega _{0}^{2}\theta =0}

## Électronique
L'exemple le plus courant est celui de la montre à quartz.
Pour comprendre le principe d'une horloge à quartz, il faut étudier son composant essentiel : une lamelle de quartz placée entre deux électrodes.
Une lamelle de quartz soumise à une compression mécanique voit apparaître une tension à ses bornes et vice-versa (voir piézoélectricité). Le quartz est équivalent à un circuit {\displaystyle L}, {\displaystyle R}, {\displaystyle C_{1}} série ({\displaystyle L}, {\displaystyle R} et {\displaystyle C_{1}} ne dépendent que des caractéristiques physiques du quartz) placé en parallèle avec une capacité {\displaystyle C_{2}} qui correspond à la capacité créée par les deux électrodes qui enserrent
le morceau de quartz. Dans le cas idéal, on suppose qu'il n'y a pas de perte d'énergie, c'est-à-dire que :
{\displaystyle R\simeq 0}
Le circuit « idéal » est alors un simple circuit {\displaystyle L}, {\displaystyle C} où la capacité {\displaystyle C} équivalente à {\displaystyle C_{1}} et {\displaystyle C_{2}} en série vérifie :
{\displaystyle {\frac {1}{C}}={\frac {1}{C_{1}}}+{\frac {1}{C_{2}}}}
L'équation correspondant à cette situation s'écrit :
{\displaystyle {\ddot {I}}+\omega _{0}^{2}I=0}
pour l'intensité et
{\displaystyle {\ddot {U}}+\omega _{0}^{2}U=0}
pour la tension aux bornes de {\displaystyle L}, {\displaystyle C}
{\displaystyle \omega _{0}={\frac {1}{\sqrt {LC}}}}

## Synthèse
Les solutions des équations pour l'horloge à balancier aussi bien que pour l'horloge à quartz sont de la même forme :
{\displaystyle \theta =\theta _{0}\sin(\omega _{0}t+\varphi )}
pour le pendule mécanique « idéal » et
{\displaystyle I=I_{0}\sin(\omega _{0}t+\varphi )}

{\displaystyle U=U_{0}\sin(\omega _{0}t+\varphi )}
pour un circuit {\displaystyle L}, {\displaystyle C} sans perte énergétique.
La période est {\displaystyle T=2\pi /\omega _{0}}.
La fréquence propre des oscillations du système {\displaystyle \omega _{0}} ne dépend pas de leur amplitude mais uniquement des caractéristiques de l'oscillateur (et de {\displaystyle g} dans le cas du pendule) :
{\displaystyle \nu _{0}={\frac {\omega _{0}}{2\pi }}}